# Devon Makin
Devon Aithon Makin (né le 11 novembre 1990 au Belize) est un joueur de football international bélizien, qui évolue au poste de milieu de terrain.
Son frère cadet, Andrés, est également footballeur.

## Biographie

### Carrière en sélection
Devon Makin reçoit sa première sélection en équipe du Belize le 20 janvier 2013, contre le Guatemala (match nul et vierge).
Il dispute deux matchs contre le Canada rentrant dans le cadre des éliminatoires du mondial 2018.
Il participe avec l'équipe du Belize, à la Gold Cup 2013 organisée aux États-Unis.

## Palmarès
Police United
- Championnat du Belize (2) :
  - Champion : 2013 (Clôture) et 2015 (Ouverture).
  - Vice-champion : 2012 (Clôture), 2012 (Ouverture), 2014 (Clôture) et 2014 (Ouverture).